# 2813 Zappalà
A 2813 Zappalà (ideiglenes jelöléssel 1981 WZ) a Naprendszer kisbolygóövében található aszteroida. Edward L. G. Bowell fedezte fel 1981. november 24-én.